# 秦華
秦华（1885年—1953年），字伯秋，辽宁凤城人，民国时期奉系将领，曾任东北军参谋长，京津地区宪兵司令，东北军驻南京办事处处长等职。1933年后隐居天津。